# Álbuns número um na Billboard 200 em 1983
A seguir se segue a lista dos álbuns que alcançaram a primeira posição da Billboard 200 no ano de 1983. Em 1983, o nome da tabela era Top LPs & Tape. Antes da Nielsen SoundScan ter iniciado a monitorar as vendas musicais em 1991, a Billboard fazia uma estimativa com base em uma colecta de amostras representativas de lojas de discos no país, usando serviços telefónicos, fax e mensagens. Os dados eram baseados em rankings feitos por lojas de discos dos trabalhos mais vendidos, ao invés de número exactos.
Em 1983, seis álbuns alcançaram a primeira posição da tabela. Todavia, embora com 15 milhões de unidades tenha sido o mais vendido deste ano, Thriller de Michael Jackson iniciou a sua corrida no topo no ano anterior e foi, portanto, excluído. O mesmo acontece com Business as Usual, álbum de estreia da banda australiana Men at Work, que embora tenha ocupado o primeiro posto da tabela por oito semanas em 1983, também iniciou a sua corrida no anterior.
Flashdance, banda sonora do musical romântico de 1983 de mesmo nome, permaneceu no número um por duas semanas. Após ter sido considerada pelo The New York Times como a banda de rock mais influente do ano, The Police lançou Synchronicity, que ocupou o topo por dezassete semanas. Metal Health, o terceiro álbum da banda de heavy metal Quiet Riot, ocupou o primeiro posto da tabela por uma semana, tornando-se o primeiro projecto desse género musical a alcançar o topo da Billboard 200. Can't Slow Down do cantor e compositor Lionel Richie passou três semanas no topo.

## Histórico

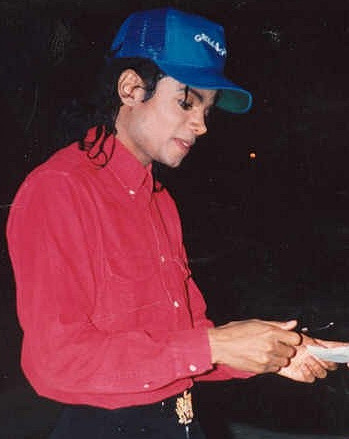
Além de ter ocupado o topo por 22 semanas, Thriller foi o álbum mais vendido de 1983.

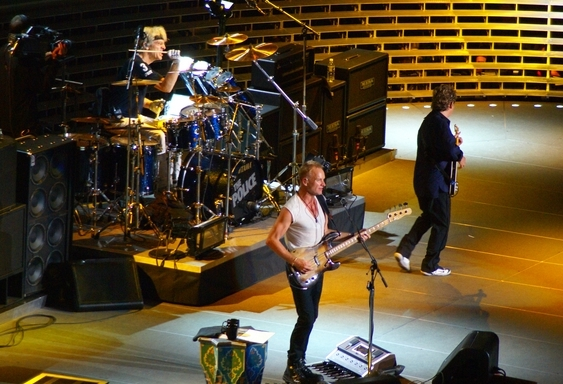
Synchronicity, da banda britânica The Police, permaneceu no primeiro posto por dezassete semanas não-consecutivas.

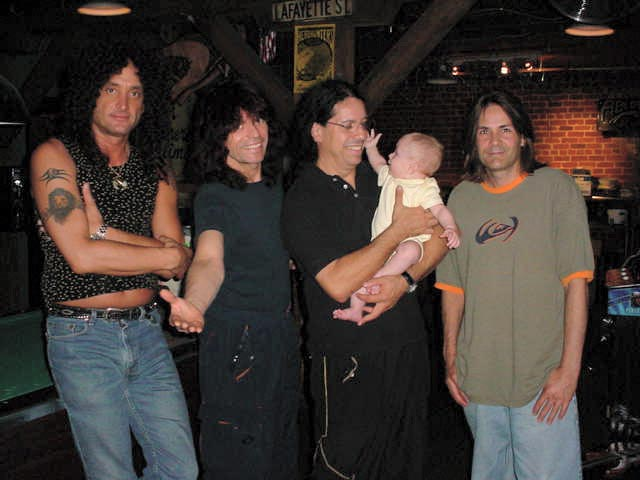
Metal Health, do grupo Quiet Riot, tornou-se no primeiro álbum de heavy metal a alcançar o primeiro posto da Billboard 200.

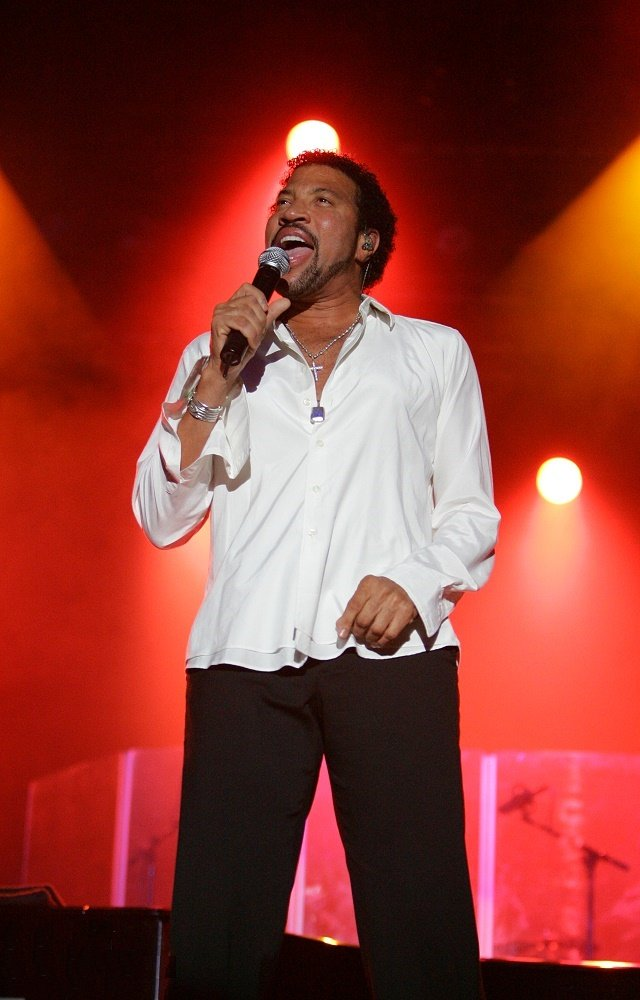
O álbum Can't Slow Down, do cantor e compositor Lionel Richie, ocupou a primeira posição por três semanas.

| Data            | Álbum             | Artista(s)      |
| --------------- | ----------------- | --------------- |
| 1 de Janeiro    | Business as Usual | Men at Work     |
| 8 de Janeiro    | Business as Usual | Men at Work     |
| 15 de Janeiro   | Business as Usual | Men at Work     |
| 22 de Janeiro   | Business as Usual | Men at Work     |
| 29 de Janeiro   | Business as Usual | Men at Work     |
| 5 de Fevereiro  | Business as Usual | Men at Work     |
| 12 de Fevereiro | Business as Usual | Men at Work     |
| 19 de Fevereiro | Business as Usual | Men at Work     |
| 26 de Fevereiro | Thriller          | Michael Jackson |
| 5 de Março      | Thriller          | Michael Jackson |
| 12 de Março     | Thriller          | Michael Jackson |
| 19 de Março     | Thriller          | Michael Jackson |
| 26 de Março     | Thriller          | Michael Jackson |
| 2 de Abril      | Thriller          | Michael Jackson |
| 9 de Abril      | Thriller          | Michael Jackson |
| 16 de Abril     | Thriller          | Michael Jackson |
| 23 de Abril     | Thriller          | Michael Jackson |
| 30 de Abril     | Thriller          | Michael Jackson |
| 7 de Maio       | Thriller          | Michael Jackson |
| 14 de Maio      | Thriller          | Michael Jackson |
| 21 de Maio      | Thriller          | Michael Jackson |
| 28 de Maio      | Thriller          | Michael Jackson |
| 4 de Junho      | Thriller          | Michael Jackson |
| 11 de Junho     | Thriller          | Michael Jackson |
| 18 de Junho     | Thriller          | Michael Jackson |
| 25 de Junho     | Flashdance        | Vários          |
| 2 de Julho      | Flashdance        | Vários          |
| 9 de Julho      | Thriller          | Michael Jackson |
| 16 de Julho     | Thriller          | Michael Jackson |
| 23 de Julho     | Synchronicity     | The Police      |
| 30 de Julho     | Synchronicity     | The Police      |
| 6 de Agosto     | Synchronicity     | The Police      |
| 13 de Agosto    | Synchronicity     | The Police      |
| 20 de Agosto    | Synchronicity     | The Police      |
| 27 de Agosto    | Synchronicity     | The Police      |
| 3 de Setembro   | Synchronicity     | The Police      |
| 10 de Setembro  | Thriller          | Michael Jackson |
| 17 de Setembro  | Synchronicity     | The Police      |
| 24 de Setembro  | Synchronicity     | The Police      |
| 1 de Outubro    | Synchronicity     | The Police      |
| 8 de Outubro    | Synchronicity     | The Police      |
| 15 de Outubro   | Synchronicity     | The Police      |
| 22 de Outubro   | Synchronicity     | The Police      |
| 29 de Outubro   | Synchronicity     | The Police      |
| 5 de Novembro   | Synchronicity     | The Police      |
| 12 de Novembro  | Synchronicity     | The Police      |
| 19 de Novembro  | Synchronicity     | The Police      |
| 26 de Novembro  | Metal Health      | Quiet Riot      |
| 3 de Dezembro   | Can't Slow Down   | Lionel Richie   |
| 10 de Dezembro  | Can't Slow Down   | Lionel Richie   |
| 17 de Dezembro  | Can't Slow Down   | Lionel Richie   |
| 24 de Dezembro  | Thriller          | Michael Jackson |
| 31 de Dezembro  | Thriller          | Michael Jackson |